# Austrian Labor Committee
Das Austrian Labor Committee (ALC) wurde Ende März 1942 unter der Führung von Friedrich Adler ins Leben gerufen, um nach der Auflösung der Auslandsvertretung der österreichischen Sozialisten (AVOES) und dem Kriegseintritt der USA die Interessen der österreichischen Sozialisten in den USA zu vertreten. Aufgrund der Teilnahme von Friedrich Adler wurde es darüber hinaus auch weiterhin als Vertretung aller österreichischen Sozialisten rezipiert.

## Geschichte
Grundsätzlich wollte Friedrich Adler nach der Auflösung der AVOES keine neue Organisation gründen, musste sich jedoch aufgrund des Druckes der AVOES-Mitglieder und der Basis dazu entschließen. Die Bedeutung des ALC als Interessensvertretung der österreichischen Sozialisten stieg mit dem Kriegseintritt der Vereinigten Staaten enorm, da sich der Status der Österreicher als Angehörige eines Feindstaates (Enemy Aliens) generell zu verschlechtern drohte und die USA nunmehr aktiver als bisher in die Exilpolitik eingriff. Durch die Mitwirkung von Friedrich Adler, dem Sekretär der II. Internationale,  erhielt das ALC den Status einer Nachfolgeorganisation der AVOES. Zum engeren Ausschuss gehörten zunächst neben Friedrich Adler (Vorsitzender) die Funktionäre Ernst Papanek, Julius Deutsch, Manfred Ackermann, Karl Heinz Sailer und Wieser an. Im erweiterten Ausschuss waren außer dem in New York ansässigen Wilhelm Ellenbogen nur ehemalige SVAP-Funktionäre aus anderen US-Bundesstaaten vertreten: Hugo Breitner, Carl Furtmüller, Jacques Hannak, Karl Heinz, Berthold König und Ernst Winkler. Gemäß den von Adler entscheidend geprägten Statuten der Organisation war deren Hauptziel weiterhin die Verhinderung der Bildung von repräsentativen österreichischen Auslandsvertretungen bzw. einer Exilregierung, da Adler der österreichischen Bevölkerung vor Ort das Recht sichern wollte über ihr Schicksal nach Hitler selbst zu entscheiden. In diesem Sinne war das ALC in der Folge maßgeblich an der Verhinderung der Formierung einer österreichischen Exilregierung unter Willibald Plöchl und Hans Rott sowie eines Österreich-Bataillons unter US-Flagge beteiligt, das einer Initiative von Otto Habsburg entsprang.
Die Moskauer Deklaration, die ein „freies und unabhängiges“ Österreich als alliiertes Kriegsziel festlegte, wurde vom österreichischen Exil begeistert aufgenommen, nicht jedoch von der Führung des ALC. Für Adler bedeutete jedoch das Ende der Selbstbestimmung der Österreicher auch das endgültige Scheitern seiner von ihm geprägten Exilpolitik. Im offiziellen Organ des ALC, den Austrian Labor Information (A.L.I.) brachte Adler dies in einem Beitrag mit dem Titel „Die Legende vom glücklichen Österreich“ zum Ausdruck. Dort bezeichnete er das Memorandum als „Diktat“, das „nicht der Anerkennung der Gleichberechtigung aller Völker“ entspräche. Dieser Artikel rief heftige Kritik hervor, die teilweise auch aus den eigenen Reihen kam. Adler war nun entschlossen diese Gelegenheit wahrzunehmen, nun endgültig alle Funktionen zurücklegen. Nur mir Mühe konnte er davon abgehalten werden dies in der geplanten plakativen Form zu tun. Auf Ersuchen der neuen Führungsmannschaft unter Otto Leichter nahm Adler in der Folge auch weiterhin an den Sitzungen des ALC teil. Dies führte dazu, dass Adler in strittigen Fragen weiterhin wie ein Vorsitzender eingriff, eine Änderung der Politik des sozialdemokratischen Exils daher nicht erfolgen konnte.
Die wichtigsten Funktionäre des ALC neben Friedrich Adler waren Otto Leichter und Wilhelm Ellenbogen.